# Zsonda Márk

Zsonda Márk

Zsonda Márk (Debrecen, 1984 –) etnográfus, kulturális antropológus, régész, diplomata.
2013-tól alkalmazott antropológiára épülő terepmunkát végzett Argentína területén. Ennek nyomán több magyar közösség újjáéledt. Az Argentínába származott magyarokat tudományos és ismeretterjesztő előadásai révén megismerhettek az anyaországban élők is. 2020 óta Magyar Közösségi Diplomata Buenos Airesben. 

## Iskolái
Magyar Táncművészeti Főiskola Nádasi Ferenc Gimnáziuma,
Pécsi Tudományegyetem a Bölcsészettudományi Kar néprajz-kulturális antropológia szak, 
Pécsi Tudományegyetem Bölcsészettudományi Kar Régészet szak; római kor, népvándorlás–honfoglalás kora 

## Tanulmányai, kutatási területei
Édesanyja elvesztése után néprajzi kutatásait harmadéves gimnazistaként Erdélyben a Gyergyói-medence településein kezdte meg.  
Később Borbély Jolán, valamint Pesovár Ernő, Pálfy Gyula kutatók hatására figyelme a Felső–Tiszavidék felé fordult. Első összefoglaló előadását az MTA Néprajzi Kutatóintézetében 20 éves korában, 2004-ben tartotta.   
A Pécsi Tudományegyetemen néprajz–kulturális antropológia szakon tanulmányait prof. em. dr. Andrásfalvy Bertalan témavezetése mellett Cigánytánc, színpadi cigánytánc funkcionális vizsgálata néhány Nyíregyháza környéki falu cigányközösségében c. szakdolgozatával zárta hat év rendszeres terepmunkáit követően. A munka a néptánc és színpadi cigánytánc funkcionális elemzésére összpontosít, kitérve a „kitáncolás” és „kiéneklés” pszichikai szerepére, a forma és funkció összekapcsolódására, valamint az említett funkciók eltűnésének okaira, hatására a tanulmányozott közösségekre.
Régészet szakon a „Római kori sebészeti műszerek funkcionális elemzése” állt szakdolgozatának fókuszában, prof. em. dr. Visy Zsolt témavezetésével. A sebészeti műszertan, műtéttan, anatómia alapú funkcionális szemléletű régészeti munka a sebészeti műszereket funkciójuk szerint kategorizálja. Nevezéktant hoz létre, a műszerosztályokat tisztázza használatuk szerint, szintén a műszerrészek szaknyelvi elnevezéséit pontosítja új, funkcionális tipológiát ajánl. A témában eredményeit Magyar Orvostörténeti Társaság konferenciáin, valamint interdiszciplináris konferenciákon osztotta meg.

## Argentínai munkája (2013–)

2013 óta folytat kutató- és közösségszervező munkát Argentínában. Kezdetben mint a Kőrösi Csoma Sándor Program és a MIKES program ösztöndíjasa van jelen. Oktatás, koreográfiakészítés, közösségszervezés, ösztöndíjasok felkészítése és tanulmányaik megszervezése Magyarországon, családegyesítés, rokonkutatás, az új közösségnek néprajzi dokumentálása szerepelt tevékenységei között. Kutatóként célja az eddig ismeretlen területeken élő magyar leszármazottak megkeresése és néprajzi dokumentálása Argentínában. Figyelmet fordít az intézményesülés megindítására, az egymástól elszigetelt magyar közösségek közötti hálózatosodás elősegítésére is. Kutatásai kiindulási alapul szolgáltak a közösségekkel végzett szakmai munkához. 
A chacói magyarok településnéprajzáról, építészetéről.
Később szakértő kutatóként együttműködött a Szentendrei Szabadtéri Néprajzi Múzeummal a „chacói magyar ház”  felmérésében és Magyarországra juttatásában. Munkájával az argentin–magyar kapcsolatok fejlődéséhez is hozzájárult.
Több korábbi argentínai magyar leszármazott növendékének magyarországi tanulmányait, életét segítette, támogatta.
2018-ban a venezuelai válság idején az ottani, rendkívül nehéz helyzetben lévő magyar közösséget szolgálta.
Jelenleg (2023) magyar közösségi diplomataként teljesít szolgálatot.

## Módszer

Nevéhez egy új, interdiszciplináris szemléletű közösségfejlesztési módszer kialakítása és gyakorlati megvalósítása köthető a magyar diaszpórában, amelynek alapja a terepen végzett kutatómunka, a kapott adatok alapján megtervezett, több szintű közösségfejlesztés, „közösség revitalizáció” együttműködve a magyar leszármazottakkal.
Munkája során az argentínai magyarság három új, önfenntartó közösséggel gyarapodott: Misiones, Mendoza és Tucuman tartományban. A chacói magyar közösségeket sikerült újraaktiválnia. Tudományos és közösségszervező munkája szorosan összekapcsolódik.

Az évek során (javarészt) határon túli magyarok kérték meg az Argentínában élő leszármazottiak felkutatására. Az évek alatt több családot egyesített a sokszor egy évszázadnyi különélés és adathiány ellenére.
Számos magyar és spanyol nyelvű újságcikk, tévé- és rádióinterjú, riport, valamint 2014-óta vezetett közösségi oldala teszi nyomon követhetővé az argentínai (és venezuelai) magyarság között végzett munkáját.
Rendszeresen tart ismeretterjesztő előadásokat, vesz részt nemzetközi tudományos konferenciákon.

## Egyéb
2002-2012 között rendszeresen publikált verseket, az irodalmi szekérvárak egyikéhez sem csatlakozva, „szabadúszóként” főleg folyóiratokban, antológiákban. 2012 után nem jelentette meg újabb munkáit.
Vizsgálta a K.u.K. Haditengerészet felszíni egységein szolgált tengerészek életét, mint „úszó településeket közösségének zárt rendszerét”.

## Tudományos előadások az argentínai magyar diaszpóra, alkalmazott módszertan témában

1.	2022. március 05. NEMZETI KÖZSZOLGÁLATI EGYETEM, BP. “Diáspora y Política de Seguridad: Reflexiones de la República Popular Húngara y Argentina sobre los acontecimientos húngaros en Argentina en 1956 y llegada de los refugiados húngaros a Argentina” II. South America, South Europe International Conference in Session Onsite: Spanish 1 – Cooperation, Security Policy and Military Influence 
2.	2021. november 8. PTE KTKA PTE KTK „Modernkori népvándorlás magyar diaszpóra kitekintéssel” című kurzuson vendégelőadóként: a „Az Argentínai magyar diaszpóra közösségek identitásának revitalizációja”.
3.	2020. február 20. ELTE Latin-Amerika Kutatóközpont (Centro de Investigaciones sobre América Latina):  „Magyar zárványkultúrák Argentínában”
4.	2019. szeptember 6. UNIVERSITÄT WIEN - BÉCS, Doktori Iskolák VI. Nemzetközi Magyarságtudományi Konferenciája Folytonosság és megszakítottság; „A chacoi, misionesi, mendozai magyar zárványkultúrák fejlődése és a 21. századi Magyarországgal való kapcsolatfelvétel hatásai”
5.	2019. június 27. Federación Internacional De Estudios Sobre América Latina Y El Caribe (Fiealc) Conferencia Internacional SZTE.: “Sigue los pasos de los inconosidos/ incognitos Húngaros (y sus descendientes) en Argentina (Análisis de transformación de  la cultura de los colonos húngaros y sus descendientes en provincia del Chaco”
6.	2019. május 7. XX Jornadas Iberoamericanas de Pécs (Pécs-Budapest, Conferencia Internacional: „La globalidad del espacio, los espacios de la globalidad: Iberoamérica.: “Globalización y la diáspora húngara en (el) Chaco (la cultura húngara – chaqueña junto a la globalización)”
7.	2018. június 7. Farkas Ferenc Nemzetközi Tudományos Konferencia; Pécsi Tudományegyetem Közgazdaságtudományi Kar: “Alkalmazott társadalomtudomány a gyakorlati közösségszervezésben dél-amerikai tereptapasztalatok alapján”
8.	2016. november 12. Argentína, UNNE. Provincia del Chaco, capital Resistencia UNNE (Universidad Nacional de Nordeste): Historia Oral: memoria e identidad. Facultad de Humanidades- UNNE. szekció: Taller de historia oral. Exposición: La inmigración húngara hacia la Argentina. Junto con la participación del investigador húngaro, Zsonda Márk.
9.	2016. szeptember 21. PTE. Társadalomtudományi Intézet, Nemzetközi Kapcsolatok Tanszék, Diplomácia és kult. diplomácia előadás Meghívott előadóként: „Kapcsolatfelvétel és közösségépítés technikái, a dél-amerikai tereptapasztalatok alapján”.

## Ismeretterjesztő előadások magyar diaszpóra, argentínai magyarok témakörben
1.	2017. szeptember 21. Mosonmagyaróvár Városban, pampán, őserdőben – misszió az észak – argentínai magyarok között
2.	2017. július 7. Felsőtárkány, Külhoni Magyar Ifjak Világtalálkozója.   „Chacoi misszió” – egy közösség újjászervezése.
3.	2017. június 6. Rakamaz, Központi Könyvtár. “Chacoi Misszió II” Közönségtalálkozó és előadás a Chaco-i misszióról és a misionesi – mendozai expedícióról. 2016. 09. 21. Antall József Tudásközpont, Pécs.  "Magyarok a nagyvilágban" Előadás: Argentína és a magyar diaszpóra
4.	2016. június 3. Előadás a Nemzeti Összetartozás Napja alkalmából a Fasori Evangélikus Gimnáziumban „Mi a magyar?” a gimnázium végzős növendékeinek, Chaco témában
5.	2016. június 5. Magyarság Háza, nyilvános előadás/beszámoló. Szervező: Miniszterelnökség, Nemzetpolitikai Államtitkárság. „Beszámoló a KCSP Latin Amerikában végzett eredményeiről”
6.	2016. március 6. Miniszterelnökség, Nemzetpolitikai Államtitkárság. Magyarság Háza Kerekasztal-beszélgetés. 
7.	2015. február 24. Fasori Evangélikus Gimnázium, „Egész úton hazafelé. Trianon emigránsai hazatértek 1914-2015” Ismeretterjesztő előadás és úti beszámoló.
8.	2014. január 16. Ismeretterjesztő előadás, Hungarian FolkEmbassy Idegenben is magyarok. „A chacoi misszió”. 
9.	2014. március 08. Lakiteleki Népfőiskola Öt hónap a chacoi magyarok között; Múlt és jövő.
10.	2013. november 06. Parlament, Magyar Diaszpóra Tanács III ülése. KCSP I. program dél-amerikai beszámolója.
11.	2013. szeptember. Buenos Aires; Magyar Református Ház, Tudományos ismeretterjesztő előadás: „Magyar élet a végeken, Öt hónap a chacoi magyarok között.”

## Régészeti témájú előadások
1.	2017. május 13. FIROKONF, Paks Városi Múzeum: A szövet folytonosság megszakításának sebészeti eszközei a római császárkorban
2.	2016. június 18. PTE Történettudományi Intézet. Europae Kutatócsoport „Tűzzel - vassal, Tüzesvassal. A kauter és kauterizáció”
3.	2016. április 12. Hadtörténeti Esték Ünnepi Konferencia. Szervező Pécsi Tudományegyetem „Szikével Rómáért: Római Katonákon végzett gyakoribb operatív beavatkozások (és) sebészeti műszerei”
4.	2013. február 22.  Pécsi Tudományegyetem : Ókori Hadtörténeti És Fegyvertörténeti Konferencia; „Szikével Rómáért - római katonákon végzett gyakoribb operatív beavatkozások és sebészeti eszközeik.
5.	2012. november 21. Újabb eredmények a hazai tudomány-, technika- és orvostörténet Köréből  29. országos ankét a Magyar Tudomány Ünnepe keretében A Műszaki és Természettudományi Egyesületek Szövetsége Tudomány- és Technikatörténeti Bizottsága, a Magyar Tudományos Akadémia Tudomány- és Technikatörténeti Állandó Bizottsága,  a Magyar Orvostörténelmi Társaság szervezésében. „Interdiszciplináris kirakós. II. A római kori sebészeti műszerek ábrázolásának módja és felhasználhatóságuk a római kori sebészeti műszertan vonatkozásában”
6.	2011. november 24. Tudomány Napja. A Műszaki és Természettudományi Egyesületek Szövetsége Tudomány- és Technikatörténeti Bizottsága, Együttműködésben a Magyar Tudományos Akadémia Tudomány- és Technikatörténeti Komplex Bizottságával, a Magyar Orvostörténeti Társulattal: Újabb eredmények a hazai tudomány-, technika- és orvostörténet köréből:  „Interdiszciplináris kirakós; avagy a római kori sebészeti műszertan”

## Néprajzi témájú előadások
1.	2008. március 28. VI. Grastyán Endre Szakkollégium Országos Interdiszciplináris konferencia. Tánc és közösség: a tánc közösségformáló szerepe néhány (kiemelt) Nyíregyháza környéki falu cigányközösségében.
2.	2006. Néptánc színpadi tánc, a kulturális átadás-átvétel helyzete néhány Nyíregyháza környéki falu cigányközösségében.
3.	2005. PTE BTK Néprajz Tanszék. Társadalmi változások jelei és hatásai a tánckutatás szemszögéből. A tánc funkciója pár kelet-magyarországi cigányközösség életében
4.	2004. november 2. MTA NKI: Magyar Tudomány 2004. Rendszerváltás Magyarországon c. Akadémiai program keretén belül: Néptánc színpadi tánc, átadás-átvétel helyzete néhány Nyíregyháza környéki falu cigányközösségében

## Egyéb téma
1.	2013. november 14. Újabb eredmények a hazai tudomány-, technika- és orvostörténet köréből 30. országos ankét a Magyar Tudomány Ünnepe keretében A Műszaki és Természettudományi Egyesületek Szövetsége Tudomány- és Technikatörténeti Bizottsága, a Magyar Tudományos Akadémia Tudomány- és Technikatörténeti Állandó Bizottsága, a Magyar Orvostörténelmi Társaság, szervezésében. „Kórház és betegellátás az Osztrák–Magyar Haditengerészet Radetzky és Tegethoff osztályú csatahajóin”